# The Real Booty Babes
The Real Booty Babes ist ein Dance-Projekt der Musikproduzenten Jens Kindervater und Jens Ophälders (auch Jens O.) und wurde im Jahr 2004 gegründet.

## Geschichte
Der Name des Projekts bezieht sich auf Bootlegs, weshalb vor allem vielfach bekannte aktuelle Lieder gecovert werden. Das Duo produzierte in den ersten Jahren des Bestehens vor allem Dance und Hands up. Der Durchbruch der Formation kam mit der dritten Single Since U Been Gone, ein Cover des gleichnamigen Songs von Kelly Clarkson aus dem Jahr zuvor. Nach mehreren kommerziell erfolglosen Singles gelang erst 2008 wieder eine Chartplatzierung, diesmal mit einer Neubearbeitung des Timbaland-Hits Apologize. Noch im selben Jahr erfolgte ein weiterer Charteinstieg durch ein Cover von Katy Perrys Nummer-eins-Hit I Kissed a Girl. Nach einigen weiteren Singles und Remixen, die alle kommerziell wenig erfolgreich waren, wurde es Anfang 2010 vorerst ruhig um die Gruppierung.
Der Name The Real Booty Babes wird seit 2012 wieder von Jens O. benutzt, vor allem für DJ-Sets. Es wurden auch Singles und Remixe veröffentlicht, nun allerdings im House-Stil. Auch zwei Best-of-Kompilationen sind 2013 erschienen. Das Label des Projekts ist YAWA Recordings.

## Diskografie

### Alben
- 2006: Connected
- 2013: Apologized (Best-of-Album)
- 2013: The Best of The Real Booty Babes (Best-of-Album)

### Singles
- 2004: Ready to Go
- 2005: Airport
- 2005: Since U Been Gone
- 2006: It’s a Fine Day / Meet Her at the Loveparade
- 2007: 4Ever
- 2008: Played-a-Live / Derb 08
- 2008: I Kissed a Girl / Do Not Laugh
- 2009: Poker Face / My Funky Tune
- 2009: 3 / Booty Clap
- 2010: Like a Lady / Rock
- 2012: Street Player
- 2013: Love Is Free
- 2016: Ain’t No Party Like This

### Gastbeiträge
- 2007: Where Are You? 2007 (Paffendorf vs. The Real Booty Babes)
- 2008: Smile (Paffendorf vs. The Real Booty Babes)
- 2008: On & On 2008 (Paffendorf vs. The Real Booty Babes)
- 2008: Apologize (De-Grees vs. The Real Booty Babes)

### Remixe (Auswahl)
- 2005: Phobos & Deimos – The Key, the Secret
- 2005: Diego – Soccer Rocker
- 2005: Pulsedriver – Vagabonds
- 2005: 2 Vibez – Just 4 You
- 2005: Lacuna – Celebrate the Summer
- 2006: C-BooL – Would U Feel
- 2006: Tom Mountain – Little Respect
- 2006: Club Scene Investigators – Direct Dizko
- 2006: Sidney – Nobody Move
- 2006: Antares vs. Bigroom Society – Ride on a Meteorite
- 2006: Alex Megane – Little Lies
- 2006: Cascada – Neverending Dream
- 2006: Paffendorf – Lalala Girl
- 2006: 2-4 Grooves – Like the Way I Do
- 2006: Klubbingman – Ride on a White Train
- 2006: Csi – Direct Dizco
- 2006: Paffendorf – Lala Girl
- 2007: Lazard – Your Heart Keeps Burning
- 2007: Kindervater feat. Nadja – Forever
- 2008: Chemistry – We Are One 2008
- 2008: Hampenberg – Acid Disco Plastic Electro
- 2009: Stunt – I’ll Be There
- 2009: Flip & Fill – Kokane
- 2010: Inna – Hot
- 2012: Lolita Jolie – Non Non Non
- 2013: Picco & DJ Falk pres. DJs on Air – Higher